# Rodolfo Marán
Rodolfo Marán (ur. 1895 w Montevideo – zm. 1983 w Durazno) – piłkarz urugwajski, napastnik.
Jako piłkarz klubu Universal Montevideo był w kadrze reprezentacji Urugwaju podczas turnieju Copa América 1916 – pierwszych w dziejach mistrzostwach Ameryki Południowej oraz pierwszych w dziejach mistrzostwach kontynentalnych. Urugwaj zdobył tytuł pierwszego mistrza Ameryki Południowej, a Marán zagrał jedynie w ostatnim meczu z Argentyną.
Jako piłkarz klubu Club Nacional de Football Marán był w kadrze reprezentacji podczas turnieju Copa América 1917, gdzie Urugwaj drugi raz z rzędu zdobył mistrzostwo Ameryki Południowej, jednak nie zagrał w żadnym meczu.
Wciąż jako gracz Nacionalu wziął udział w turnieju Copa América 1919, gdzie Urugwaj został wicemistrzem Ameryki Południowej. Marán zagrał w dwóch ostatnich, decydujących o tytule mistrza, meczach z Brazylią.
Ostatni raz w mistrzostwach kontynentu wziął udział podczas Copa América 1922. Urugwaj zajął dopiero 3. miejsce, a Marán wystąpił w dwóch spotkaniach - z Chile i Brazylią.
Marán od 14 lipca 1916 do 15 lipca 1923 rozegrał w reprezentacji Urugwaju 14 meczów.